# Museu de Salzburgo
O Museu de Salzburgo, abrigado na Neuen Residenz desde 2005 quando se mudou, é o museu da história artística e cultural da cidade e da região de Salzburgo, na Áustria. O museu foi inaugurado como um museu provincial e era conhecido anteriormente como o Museu Carolino-Augusteum.

## História

### Origens
O Museu de Salzburgo foi fundado em 1834, quando uma pequena coleção de memoráveis objetos militares se tornaram acessíveis ao público para formalizar as memórias das Guerras Napoleônicas. Após a revolução em 1848 no Império Austríaco, a coleção foi transformada no museu oficial da cidade de Salzburgo.

### Século XX
Em 1923, os objetos de história natural do museu foram dados à Haus de Natur. Um ano depois, a coleção de cultura folclórica abriu um ramo lateral no Monatsschlössl nos parques do Palácio de Hellbrunn.
Durante a Segunda Guerra Mundial, o museu foi diretamente bombardeado por três vezes. A maior parte da coleção já havia sido movida para minas que serviam de bunkers, entretanto, o edifício foi completamente destruído junto com muitos objetos que eram grandes demais para a mudança. Diversos objetos desapareceram de seus bunkers durante a ocupação dos Estados Unidos, incluindo uma coleção das moedas de ouro que tinham sido mantidas nas minas de sal de Hallein. Um novo edifício foi aberto como museu provisório em 1967. Um debate sobre a localização final e mais digna para a sede do Museu de Salzburgo durou por décadas. O Museu de Salzburgo foi aberto em 1974, o Spielzeugmuseum (Museu do Brinquedo) em 1978, e um museu recentemente construído do Festungsmuseum (Museu da Fortaleza) em 2000. Em 1997, promovido pelo Landeshauptmann Franz Schausberger, políticos locais concordaram finalmente na Neue Residenz como o novo local para abrigar o Museu de Salzburgo.

### Século XXI
O museu reabriu na Neue Residenz em 2005. Em 2009, o museu recebeu o Prémio Museu Europeu do Ano.